# Taiwania
Taiwania, con l'unica specie vivente Taiwania cryptomerioides, è una grande conifera della famiglia delle Cupressaceae.
Taiwania significa " da Taiwan", mentre Cryptomerioides significa " simile alla Cryptomeria".
Il genere prende il nome dall'isola di Taiwan, da dove è stato scoperto per la prima volta dalla comunità botanica nel 1910. Il legno è tenero, ma resistente e dall'attraente profumo speziato, ed era molto richiesto in passato, in particolare per la costruzione di templi e bare. La rarità dell'albero e la sua lenta crescita nelle piantagioni fanno sì che le forniture legali siano oggi molto scarse; la specie è protetta in Cina e a Taiwan.
Taiwania è anche una rivista pubblicata dalla National Taiwan University.

## Distribuzione e habitat

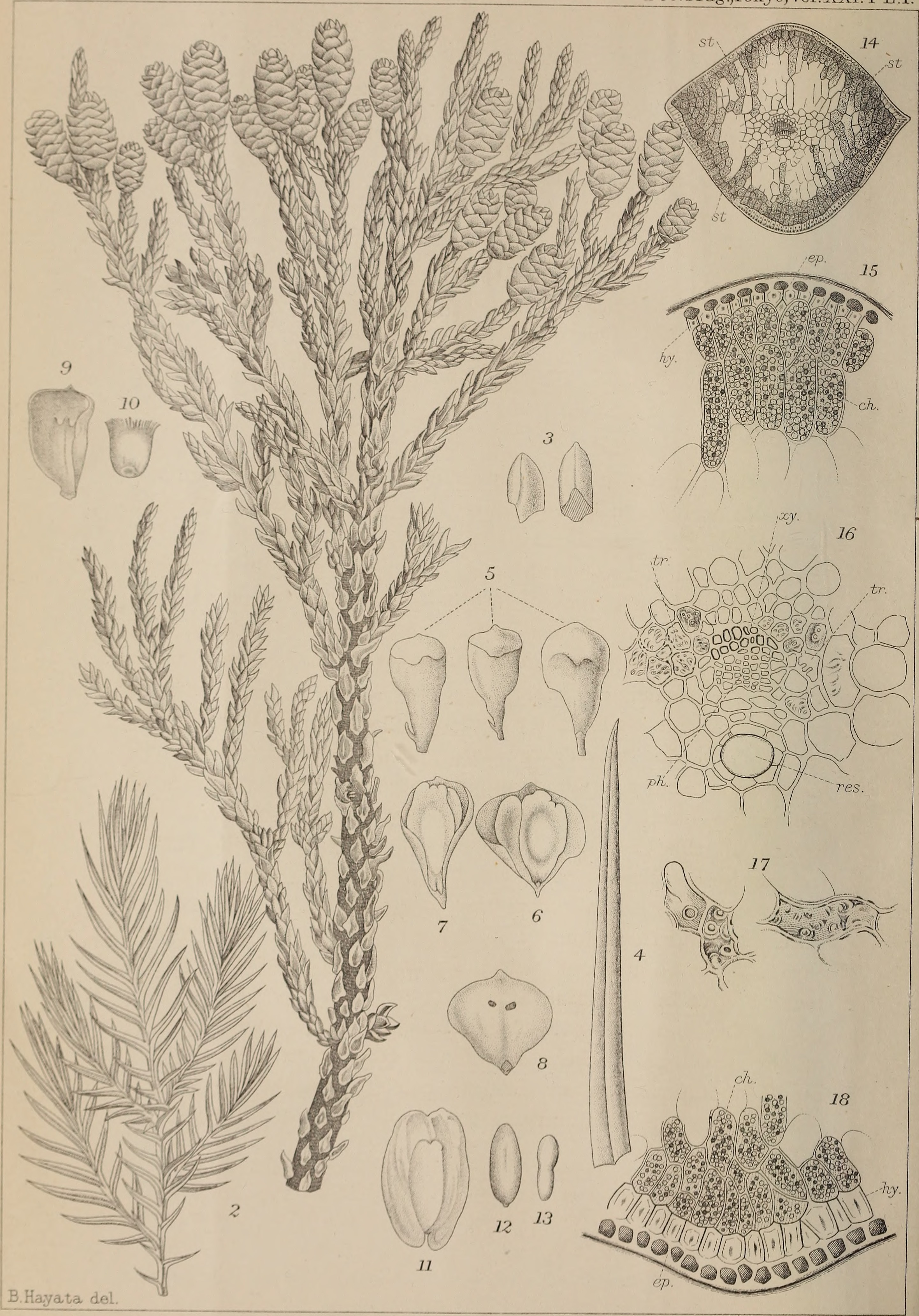
Taiwania cryptomerioides nella rivista botanica "Shokubutsugaku zasshi" (1907)

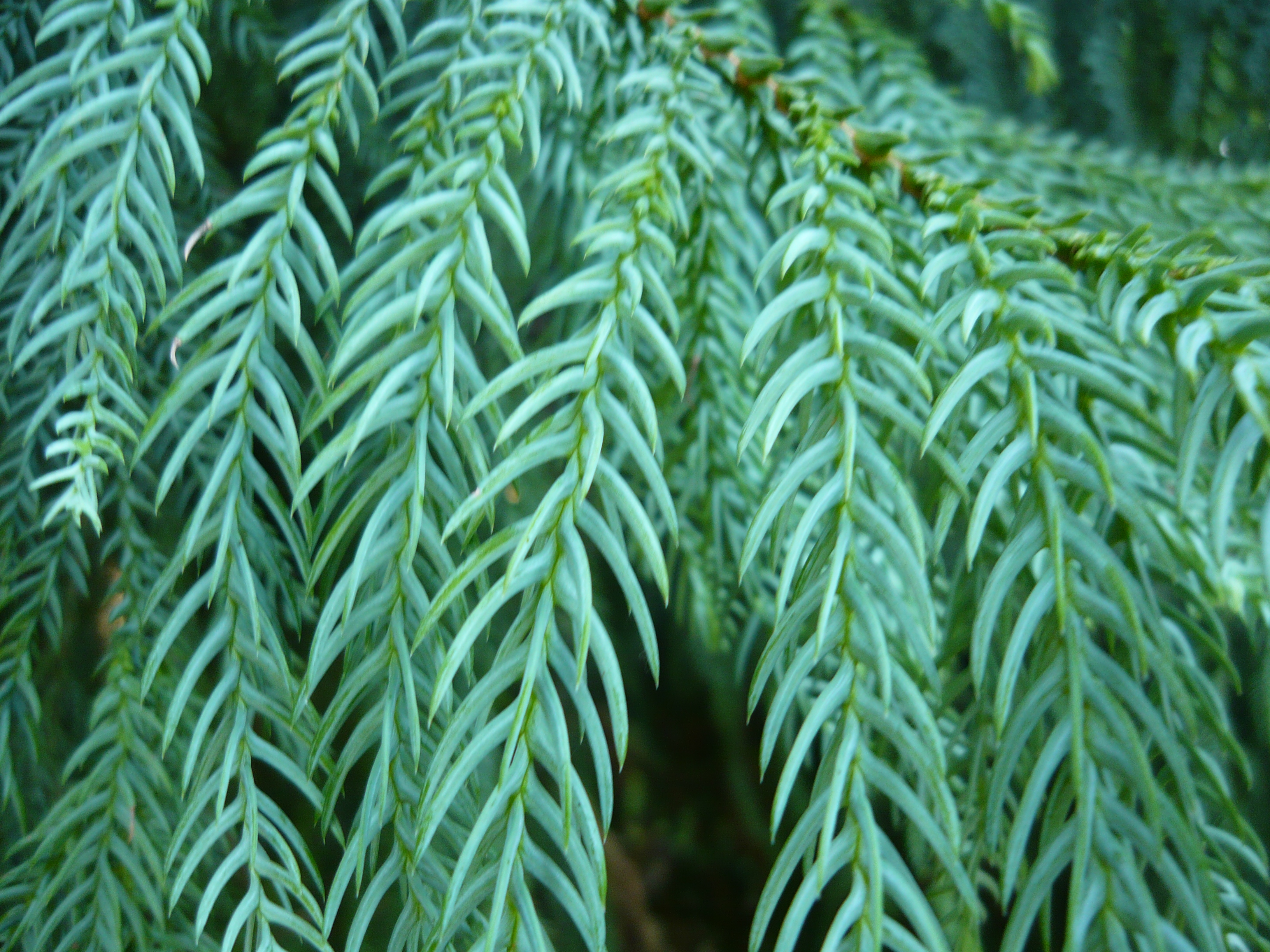
Taiwania cryptomerioides dettaglio delle foglie

È originaria dell'Asia orientale, cresce sulle montagne di Taiwan centrale e localmente nella Cina sud-occidentale (Guizhou, Hubei, Sichuan, Yunnan, Tibet) e nelle zone limitrofe del Myanmar e del Vietnam settentrionale. In molte zone è minacciata dal disboscamento illegale per il suo legno pregiato. È molto probabile che l'areale fosse più esteso in passato, prima dell'abbattimento estensivo per il legno. Le popolazioni dell'Asia continentale sono state trattate da alcuni botanici come una specie distinta di Taiwania flousiana, ma le differenze citate tra queste e la popolazione taiwanese non sono coerenti quando si confrontano diversi esemplari di ciascuna area. È presente tra i 500 e i 2.800 m di altitudine in "foreste vallive di conifere, latifoglie o miste sempreverdi su suoli acidi, rossi o bruni in regioni calde o temperate con elevate precipitazioni estive e autunnali ma inverni più secchi, di solito sparse e associate a Chamaecyparis formosensis, C. obtusa var. formosana, Cunninghamia lanceolata, Pinus wallichiana o Tsuga dumosa, ma talvolta formando popolamenti puri".

## Tassonomia
Il genere, precedentemente inserito nella famiglia delle Taxodiaceae, è ora incluso nella sottofamiglia monotipica Taiwanioideae della famiglia delle Cupressaceae. È il secondo membro più basale delle Cupressaceae, con la sola Cunninghamia più primitiva. Si ritiene che la sua discendenza si sia differenziata dal resto delle Cupressaceae durante il Giurassico medio.

## Morfologia
È una delle specie arboree più grandi dell'Asia, con un'altezza che può raggiungere i 90 m e un tronco con un diametro fino a 4 m sopra la base massiccia. Le foglie sono dimorfiche, presenta foglie squamose piatte, romboidali acute, che ricoprono i rami vecchi e foglie subulate disposte a spirale sui rametti, acutamente appuntite, lunghe circa 2 cm, quadrangolari in sezione trasversale, 4-5 linee stomatiche su ogni lato, un fascio vascolare e un dotto resinoso. I rami o i rametti terminano con coni maturi, quasi sessili, oblungo-ovoidali, con 12-20 squame sottili, obcordate, lunghe 8 mm e larghe 5 mm. Semi oblunghi con ali larghe e sporgenti alle due estremità. La corteccia del tronco si presenta di colorazione da grigio-rossa a bianco-grigiastra, fessurata longitudinalmente, con creste appiattite, più o meno intrecciate, che si esfolia in pezzi sottili e longitudinali; L'alburno appena tagliato va dal bianco al giallo arancio pallido e gli anelli del legno sono poco evidenti".